# Carol Dunlop
Carol Dunlop (Quincy, 2 aprile 1946 – Parigi, 2 novembre 1982) è stata una scrittrice, traduttrice, fotografa e attivista canadese.
È stata l'ultima compagna dello scrittore argentino Julio Cortázar.

## Biografia
Figlia di Daniel Dunlop e Jean Ayers, nel luglio 1967 Carol Dunlop sposò lo scrittore e poeta canadese François Hébert, dal quale ebbe un figlio, Stéphane (nato nel 1968). La coppia si trasferì ad Aix-en-Provence, in Francia, nel 1967, muovendosi successivamente, nel 1972, a Montréal, nel Québec.
Nel 1976 si separò da François Hébert, andando poi a vivere sempre a Montréal con il poeta Michel Beaulieu. Durante il Rencontre québécoise internationale, Hébert e Jean-Guy Pilon invitarono Julio Cortázar a tenere un discorso: fu in quell'occasione che i due si incontrarono per la prima volta, con Carol Dunlop che lo raggiunse a Parigi qualche tempo dopo. In seguito a un incontro casuale nel Marais, i due decisero di andare a vivere insieme. Si sposarono a Parigi, stabilendosi dunque in rue Martel nell'appartamento dove già abitava lo scrittore.
Carol Dunlop partecipò, con o senza Cortázar, a numerose manifestazioni a favore della resistenza all'oppressione politica e liberticida soprattutto in Nicaragua, Polonia e Cile, realizzando numerosi reportage fotografici.
Il 2 novembre 1982, dopo un sorprendente viaggio on the road a bordo di un furgone Volkswagen rosso in compagnia di Cortázar lungo l'autostrada tra Parigi e Marsiglia — un road trip che diede origine a Les autonautes de la cosmoroute, ou un voyage intemporel Paris-Marseille, un diario di viaggio illustrato —, Carol Dunlop morì a Parigi a seguito di una forma di leucemia. È sepolta nel cimitero di Montparnasse, dove le spoglie di Cortázar la raggiunsero nel 1984.

## Opere

### Opere pubblicate
- (FR) Carol Dunlop, La solitude inachevée, Anjou, La Presse, 1976, ISBN 0777701693.
- (FR) Carol Dunlop, Mélanie dans le miroir, Paris, Acropole, 1980, ISBN 2-7144-1277-7.
- (ES) Julio Cortázar e Carol Dunlop, Los autonautas de la cosmopista, o un viaje atemporal París-Marsella, Barcellona, Muchnik, 1983, ISBN 848550156X.
- (ES) Julio Cortázar, Carol Dunlop e Silvia Monrós-Stojaković, Correspondencia, Barcellona, Alpha Decay, 2009, ISBN 8493654043.

### Traduzioni in italiano
- Julio Cortázar e Carol Dunlop, Gli autonauti della cosmostrada, ovvero un viaggio atemporale Parigi-Marsiglia, traduzione di Paola Tomasinelli, Torino, Einaudi, 2012.